# Crombec de Somalie
Sylvietta philippae
Espèce
Répartition géographique
Statut de conservation UICN

 DD  : Données insuffisantes
Le Crombec de Somalie (Sylvietta philippae) est une espèce d'oiseaux de la famille des Macrosphenidae.

## Répartition
Cette espèce vit dans l'Est de l'Éthiopie et dans l'Ouest de la Somalie.